# 旋渦星雲
旋渦星雲是螺旋星系的舊名稱，直到20世紀初期，天文學家還認為這些是星雲，像是渦狀星系，是我們銀河系內數種星雲中的一種。當天文學家瞭解這種「旋渦星雲」其實是遠在銀河系外的星系以後，這個名詞就不再使用了。

## 外部連結
- On Spiral Nebulae, Adriaan van Maanen, et al This article deals with the view that the nebulae are associated with the Milky Way.